# NGC 530
NGC 530 = IC 106 ist eine Linsenförmige Galaxie vom Hubble-Typ SB0 im Sternbild Walfisch südlich der Ekliptik. Sie ist etwa 226 Millionen Lichtjahre von der Milchstraße entfernt und hat einen Durchmesser von rund 100.000 Lichtjahren. Sie ist das hellste Mitglied der acht Galaxien zählenden NGC 530-Gruppe (LGG 22) und Teil des Galaxienhaufens Abell 194.
Das Objekt wurde am 20. November 1886 von dem US-amerikanischen Astronomen Lewis A. Swift entdeckt (als NGC gelistet) und wiederentdeckt am 16. November 1887 vom französischen Astronomen Guillaume Bigourdan (als IC aufgeführt).

## NGC 530-Gruppe (LGG 22)
| Galaxie  | Alternativname | Entfernung / Mio. Lj |
| -------- | -------------- | -------------------- |
| NGC 530  | PGC 5210       | 226                  |
| NGC 535  | PGC 5282       | 222                  |
| NGC 558  | PGC 5425       | 224                  |
| PGC 4771 | UGC 856        | 216                  |
| PGC 5076 | MCG +00-04-112 | 219                  |
| PGC 5176 |                | 216                  |
| PGC 5228 | UGC 974        | 215                  |
| PGC 5335 |                | 252                  |